# コウシュンカズラ

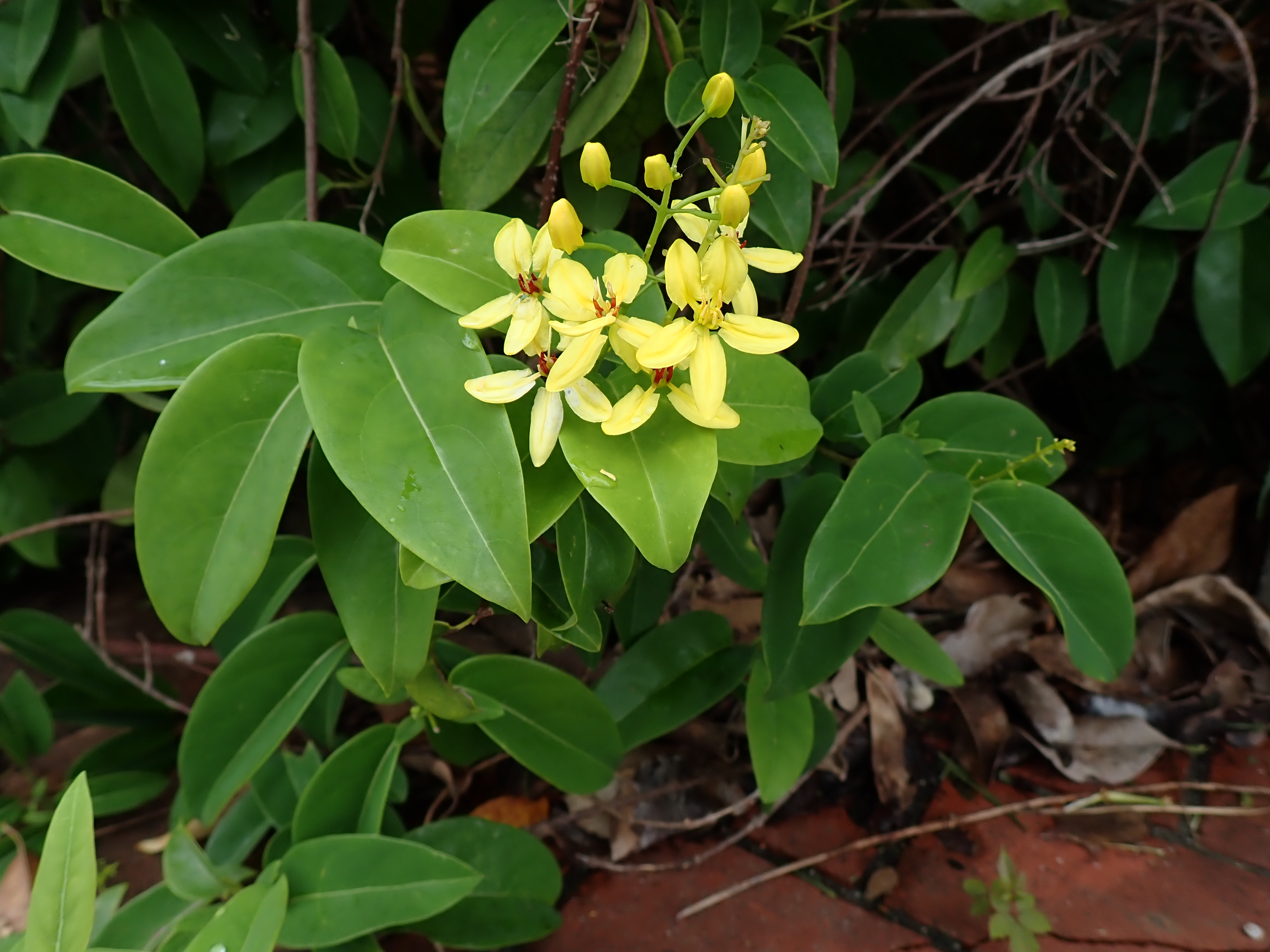
植栽株の花（2024年6月 沖縄県国頭郡本部町 熱帯・亜熱帯都市緑化植物園）

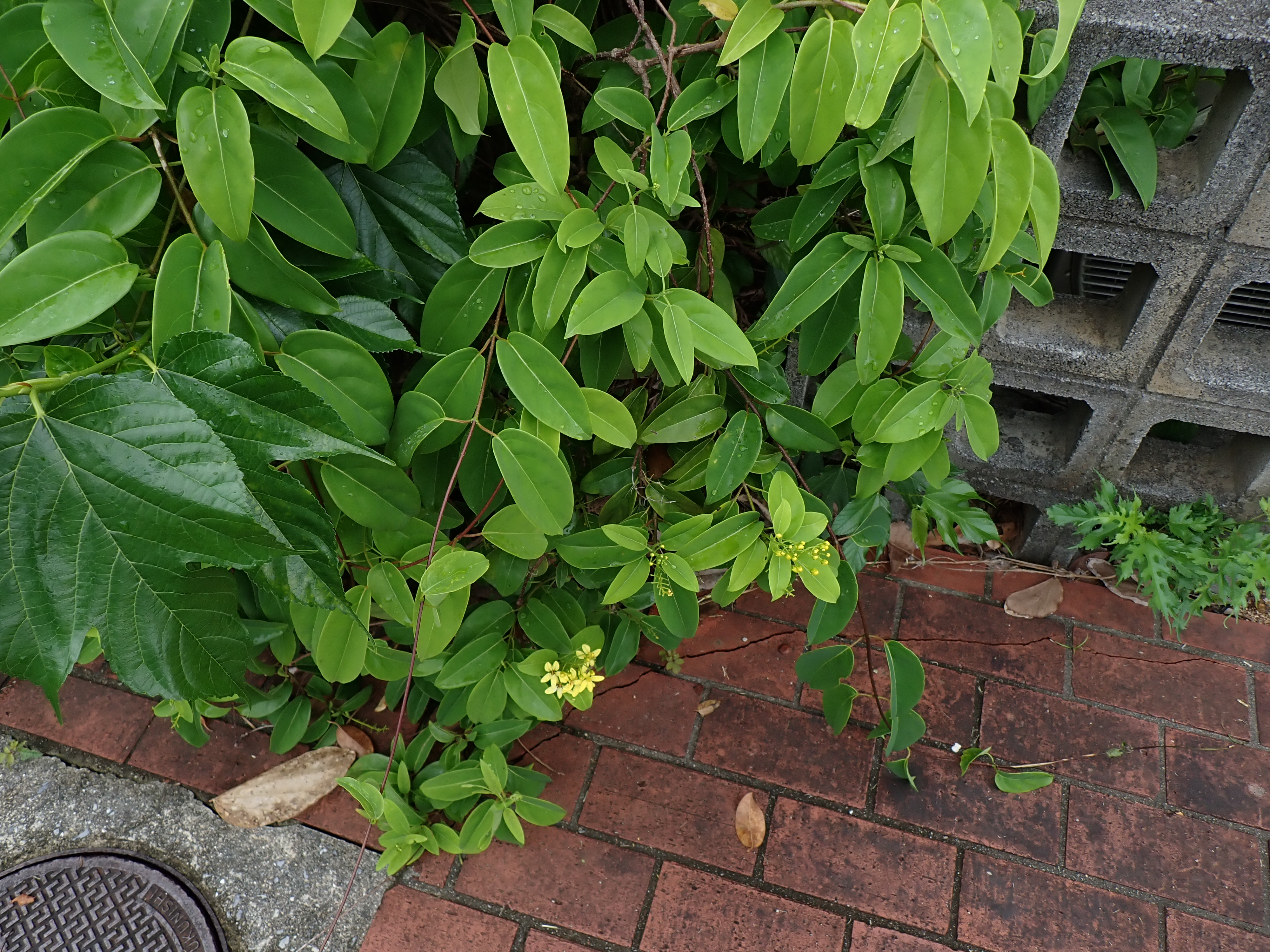
対生する葉（2024年6月 沖縄県国頭郡本部町 熱帯・亜熱帯都市緑化植物園）

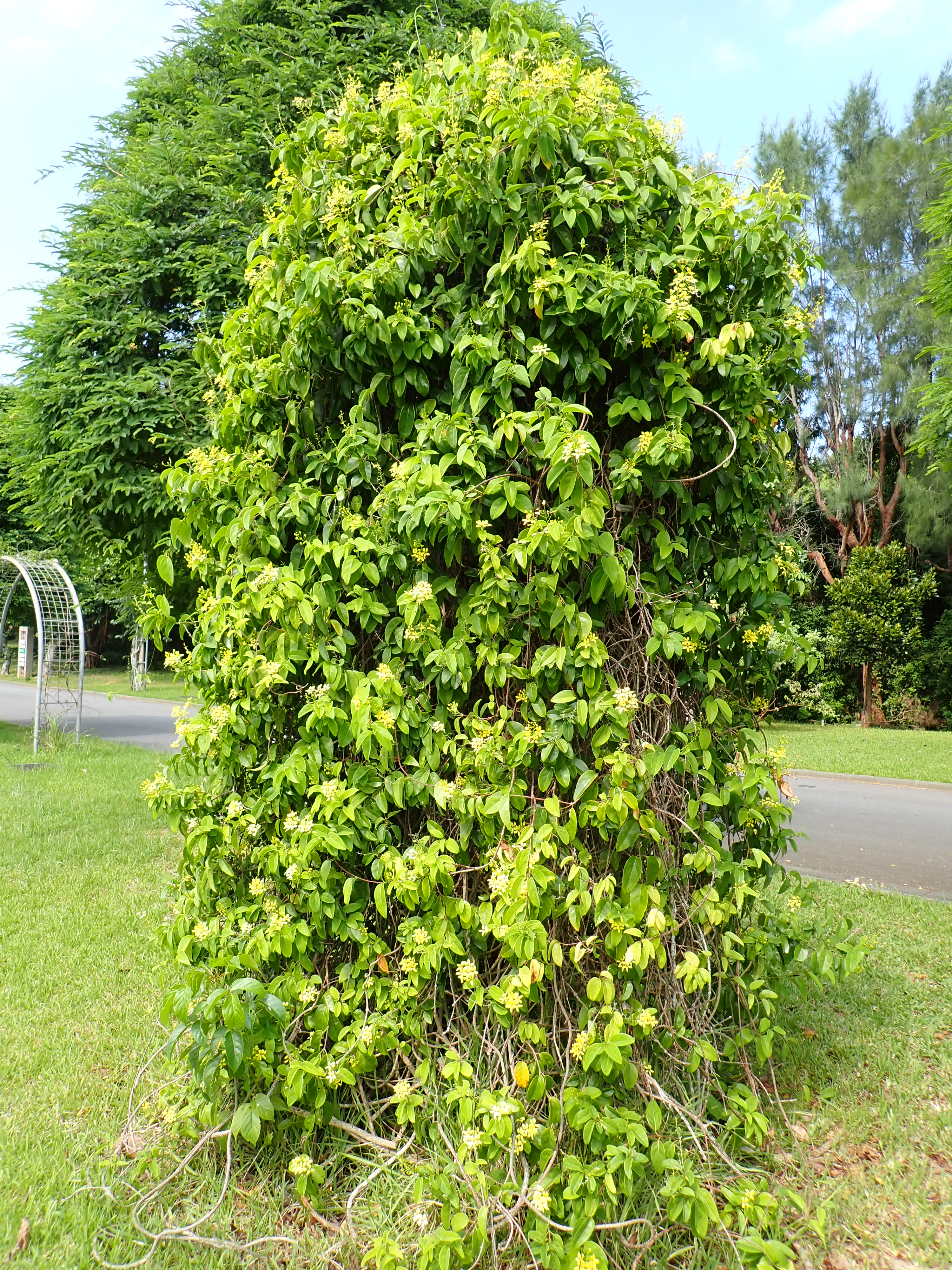
蔓が伸びるコウシュンカズラ
（2024年10月 沖縄県国頭郡本部町 熱帯・亜熱帯都市緑化植物園）

コウシュンカズラ（恒春葛、別名　ビヨウカズラ、学名：Tristellateia australasiae）はキントラノオ科コウシュンカズラ属のつる性常緑低木。環境省レッドリスト準絶滅危惧（NT）。

## 特徴
高さ1–5 m。つるはZ巻で10 mほどまで伸び、他の植物を覆う。葉は長さ5–12 cm、卵形〜楕円形で両面無毛の薄い革質で全縁、先が尖り対生する。葉柄上部や葉身基部に1–2対の突起状の蜜腺がある。茎頂に総状花序をつける。花は径2–3 cmほど、花弁は5枚で鮮やかな黄色の星型。雄しべは10本。花期は6–11月（4–12月とする文献もある）。果実も星型をしていて、径12 mm、6–7個の翼がある。翼は木質またはコルク質で軽く、果実は3個に割れて海流で散布される。花が似る別属のキントラノオGalphimia gracilisは、葉幅が狭くつる性ではない点で本種と異なる。

## 分布と生育環境
沖縄島（東村慶佐次）、先島諸島（宮古、伊良部、石垣、西表、与那国島）に分布。マングローブ域の後背地や海岸の岩場に生育する。国外では台湾、東南アジア、太平洋諸島、オーストラリア。熱帯〜亜熱帯に広く分布。沖縄県内では植栽は多いが、野生個体は稀。

## 利用
花が美しく、長期間咲き続けるため、パーゴラ、フェンス、生垣、壁面緑化、公園、庭園樹などに利用される。潮風に強く丈夫で、乾燥や過湿にも強い。病虫害は特にみられない。剪定は込み合う枝を除去する程度で良く、冬場の開花しない時期に行う。強健な性質で手入れはほとんど必要ない。繁殖は挿し木や実生による。